# История на вигите
История на вигите или виггеанската историография е вид либерална историография, която вижда миналото като неумолим прогрес към по-големи свободи и просветеност, кулминиращо в днешните форми на либералната демокрация и конституционална монархия. Като цяло виггеанските историци наблягат в изследванията и възгледите си върху конституционалното управление, личните свободи и научен прогрес. Терминът е често използван и пейоративно за истории, които представят миналото като неумолим поход към прогрес.

## Произход на термина
Терминът „история на вигите“ е употребен за пръв път през 1931 г. в лекция на британския историк Херберт Бътърфийлд. Според последния историците на вигите смятат, че в историята има разгръщаща се логика и затова те оценяват миналото по критериите на настоящето.

## История на науката
Терминът е често употребяван днес в история на науката.
| Когато един историк прочете горния текст в първия вариант на тази статия, неговият коментар беше, че могат да ме обвинят за злоупотреба с историята на вигите. ...На мен обаче ми се струва, че макар този метод да не е подходящ за политическата и обществената история (и това се отнася за Бътърфийлд), той има определена стойност в историята на науката. Усилията в науката имат кумулативен характер. Ние действително знаем повече от нашите предшественици, защото можем да се поучаваме от направените от тях грешки и по такъв начин да научаваме повече за нещата, които по тяхно време са останали неразбрани. Из статията Грешките на Айнщайн от Стивън Уайнбърг. |